# Sylvie Roke
Pour les articles homonymes, voir Roke.
Sylvie Roke (née en 1977 à De Bilt, Pays-Bas) est une chimiste et physicienne néerlandaise spécialisée dans la photonique et les systèmes aqueux. Elle est titulaire de la chaire Julia Jacobi de photomédecine à l'École Polytechnique Fédérale de Lausanne et directrice du Laboratoire de Biophotonique fondamentale.

## Carrière
Sylvie Roke étudie la chimie et la physique expérimentale à l'université d'Utrecht et obtient un diplôme en 2000 avec mention. Elle rejoint le groupe des faisceaux moléculaires d'Aart W. Kleyn à l'Institut de physique atomique et moléculaire (AMOLF (en)) où elle étudie les interactions des petites molécules avec les surfaces métalliques dans des conditions d'ultravide,. Elle poursuit son doctorat dans le groupe Kleyn en passant à l'université de Leyde, qu'elle obtient en 2004, avec une thèse co-supervisée sur un nouvel éclairage sur les surfaces cachées.
Elle rejoint ennsuite l'Institut FOM pour la physique des plasmas à Nieuwegein, puis elle est boursière Alexander von Humboldt à l'Institut de chimie physique appliquée de l'Université de Heidelberg. En 2005, elle rejoint l'Institut Max-Planck de recherche sur l'état solide à Stuttgart,.
En 2011, Sylvie Roke rejoint l'EPFL où elle est d'abord professeur assistant, puis professeure associée en 2015 et enfiin ordinaire en 2020. Elle est titulaire de la Chaire Julia Jacobi en photomédecine et directrice du Laboratoire de bio-photonique fondamentale. En 2021, elle devient directrice de l'Institut de bio-ingénierie.

## Recherche
Sylvie Roke développe des outils optiques non-invasifs et sans marquage pour sonder les systèmes aqueux et les interfaces. Ses recherches visent à comprendre les propriétés de l'eau au niveau moléculaire dans divers systèmes tels que les solutions aqueuses d'électrolytes et de Polyélectrolytes, les interfaces enterrées, les gouttelettes et leur extérieur, les membranes courbes à l'échelle nanométrique et microscopique, les pores et les cellules vivantes telles que les neurones,.
Elle invente la diffusion vibratoire de fréquences totales (SFS) afin d'enregistrer le spectre vibratoire des couches interfaciales moléculaires,. Elle utilise la SFS pour spécifier les interfaces moléculaires de systèmes complexes : particules de polymère dans une matrice solide, particules en solution, gouttelettes d'huile dans l'eau (émulsions), systèmes de type gouttelettes lipidiques, gouttelettes d'eau, micro-jet et liposomes en solution aqueuse. Ses études indiquent que les objets à l'échelle nanométrique et microscopique se comportent différemment de ceux des modèles d'interfaces planes.
Sylvie Roke met également au point la diffusion polarimétrique de seconde harmonique résolue en angle (AR-SHS), afin de sonder les interfaces de particules et de liquides. En utilisant la réponse non-résonante de la seconde harmonique de l'eau dans des champs électrostatiques, Sylvie Roke arrive à déterminer le potentiel de surface des interfaces de particules.
En étudiant les solutions aqueuses, elle met en évidence des interactions entre les ions et l'eau dans un champ électrostatique ionique. Elle découvre que ces interactions sont amplifiées dans les liquides viscoélastiques constitués de polyélectrolytes tels que le Hyaluronan. Elle met au point une microscopie multiphotonique à large champ à haut débit, dont le rapport signal/bruit est environ mille fois supérieur à celui des systèmes d'imagerie confocale multiphotonique standard. Cette méthode réduit l'effet de photodégradation dans les cellules vivantes. Elle permet l'imagerie spatio-temporelle de l'eau subissant des réactions chimiques de surface, dans l'électro-catalyse, l'eau à l'intérieur des canaux ioniques et des neurones vivants activés de mammifères. Elle permet de mesurer les potentiels de membrane et les flux d'ions dans les neurones en utilisant l'eau comme sonde.

## Distinctions
Sylvie Roke reçoit plusieurs subventions de l'ERC : ERC Synergy Grant (2020 ; avec Aurélien Roux, Université de Genève), ERC Proof of Concept Grant (2020), ERC Consolidator Grant (2014), ERC Startup Grant (2009),.
Elle est membre élue de la Société américaine de physique (APS ; 2020),. 
Elle est également membre de la Jeune Académie de l'Académie des sciences et des humanités de Berlin-Brandebourg (2010)[source secondaire souhaitée] et de l'Académie allemande des sciences naturelles, Leopoldina (2010), jeune boursière du Werner von Siemens Ring, et est sélectionnée pour le Réseau d'excellence de la Fondation Robert-Bosch[source secondaire souhaitée].
Elle reçoit le de:Hertha-Sponer-Preis de la Société allemande de physique (2008), le prix Minerva de la Fondation néerlandaise pour la recherche fondamentale sur la matière (2006) et le prix L. J. Oosterhoff de l'université de Leyde[source secondaire souhaitée].
Sylvie Roke participe à la création des start-up ORYL photonics et Matis.

### Écrits de Sylvie Roke
1. ↑  (en) S. Roke, J.M. Coquel et A.W. Kleyn, « The adsorption behaviour of isobutane on Pt(533): A combined RAIRS and TPD study », Chemical Physics Letters, vol. 323, nos 3-4,‎ juin 2000, p. 201–208 (DOI 10.1016/S0009-2614(00)00528-5, lire en ligne)
2. ↑  (en) Sylvie Roke, Aart W Kleyn et Mischa Bonn, « Time- vs. frequency-domain femtosecond surface sum frequency generation », Chemical Physics Letters, vol. 370, nos 1-2,‎ mars 2003, p. 227–232 (DOI 10.1016/S0009-2614(03)00085-X, lire en ligne)
3. ↑  (en) Jerry I. Dadap, Hilton B. de Aguiar et Sylvie Roke, « Nonlinear light scattering from clusters and single particles », The Journal of Chemical Physics, vol. 130, no 21,‎ 7 juin 2009, p. 214710 (ISSN 0021-9606, DOI 10.1063/1.3141383, lire en ligne)
4. ↑  Halil I. Okur, Orly B. Tarun et Sylvie Roke, « Chemistry of Lipid Membranes from Models to Living Systems: A Perspective of Hydration, Surface Potential, Curvature, Confinement and Heterogeneity », Journal of the American Chemical Society, vol. 141, no 31,‎ 19 juillet 2019, p. 12168–12181 (ISSN 0002-7863, DOI 10.1021/jacs.9b02820, lire en ligne)
5. ↑  Sylvie Roke, « Nonlinear Optical Spectroscopy of Soft Matter Interfaces », ChemPhysChem, vol. 10, nos 9-10,‎ 13 juillet 2009, p. 1380–1388 (ISSN 1439-4235, DOI 10.1002/cphc.200900138, lire en ligne)
6. ↑  Hilton B. de Aguiar, Jean-Sebastien Samson et Sylvie Roke, « Erratum to: ‘‘Probing nanoscopic droplet interfaces in aqueous solution with vibrational sum-frequency scattering: A study of the effects of path length, droplet density and pulse energy’ [Chem. Phys. Lett. 512 (2011) 7680] », Chemical Physics Letters, vol. 531,‎ avril 2012, p. 275 (ISSN 0009-2614, DOI 10.1016/j.cplett.2012.01.055, lire en ligne)
7. ↑  Evangelia Zdrali, Yixing Chen, Halil I. Okur, David M. Wilkins et Sylvie Roke, « The Molecular Mechanism of Nanodroplet Stability », ACS Nano, vol. 11, no 12,‎ 14 décembre 2017, p. 12111–12120 (ISSN 1936-0851, DOI 10.1021/acsnano.7b05100, lire en ligne)
8. ↑  Yixing Chen, Kailash C. Jena, Cornelis Lütgebaucks, Halil I. Okur et Sylvie Roke, « Three Dimensional Nano “Langmuir Trough” for Lipid Studies », Nano Letters, vol. 15, no 8,‎ 10 juillet 2015, p. 5558–5563 (ISSN 1530-6984, DOI 10.1021/acs.nanolett.5b02143, lire en ligne)
9. ↑  Nikolay Smolentsev, Wilbert J. Smit, Huib J. Bakker et Sylvie Roke, « The interfacial structure of water droplets in a hydrophobic liquid », Nature Communications, vol. 8, no 1,‎ 24 mai 2017 (ISSN 2041-1723, DOI 10.1038/ncomms15548 , lire en ligne)
10. ↑  Nikolaos Gomopoulos, Cornelis Lütgebaucks, Qinchao Sun, Carlos Macias-Romero et Sylvie Roke, « Label-free second harmonic and hyper Rayleigh scattering with high efficiency », Optics Express, vol. 21, no 1,‎ 8 janvier 2013, p. 815 (ISSN 1094-4087, DOI 10.1364/oe.21.000815 , lire en ligne)
11. ↑  Cornelis Lütgebaucks, Grazia Gonella et Sylvie Roke, « Optical label-free and model-free probe of the surface potential of nanoscale and microscopic objects in aqueous solution », Physical Review B, vol. 94, no 19,‎ 10 novembre 2016 (ISSN 2469-9950, DOI 10.1103/physrevb.94.195410, lire en ligne)
12. ↑  Yixing Chen, Halil I. Okur, Nikolaos Gomopoulos, Carlos Macias-Romero, Paul S. Cremer, Poul B. Petersen, Gabriele Tocci, David M. Wilkins, Chungwen Liang, Michele Ceriotti et Sylvie Roke, « Electrolytes induce long-range orientational order and free energy changes in the H-bond network of bulk water », Science Advances, vol. 2, no 4,‎ avril 2016, e1501891 (ISSN 2375-2548, DOI 10.1126/sciadv.1501891 , lire en ligne)
13. ↑  (en) J. Dedic, H. I. Okur et Sylvie Roke, « Polyelectrolytes induce water-water correlations that result in dramatic viscosity changes and nuclear quantum effects », Science Advances, vol. 5, no 12,‎ décembre 2019, eaay1443 (ISSN 2375-2548, DOI 10.1126/sciadv.aay1443 , lire en ligne)
14. ↑  Carlos Macias-Romero, Igor Nahalka, Halil I. Okur et Sylvie Roke, « Optical imaging of surface chemistry and dynamics in confinement », Science, vol. 357, no 6353,‎ 20 juillet 2017, p. 784–788 (ISSN 0036-8075, DOI 10.1126/science.aal4346 , lire en ligne)
15. ↑  C. Macias-Romero, V. Zubkovs, S. Wang et Sylvie Roke, « Wide-field medium-repetition-rate multiphoton microscopy reduces photodamage of living cells », Biomedical Optics Express, vol. 7, no 4,‎ 24 mars 2016, p. 1458 (ISSN 2156-7085, DOI 10.1364/boe.7.001458 , lire en ligne)
16. ↑  Gregor Zwaschka, Igor Nahalka, Arianna Marchioro, Yujin Tong, Sylvie Roke et R. Kramer Campen, « Imaging the Heterogeneity of the Oxygen Evolution Reaction on Gold Electrodes Operando: Activity is Highly Local », ACS Catalysis, vol. 10, no 11,‎ 30 avril 2020, p. 6084–6093 (ISSN 2155-5435, DOI 10.1021/acscatal.0c01177 , lire en ligne)
17. ↑  Orly B. Tarun, Maksim Yu. Eremchev, Aleksandra Radenovic et Sylvie Roke, « Spatiotemporal Imaging of Water in Operating Voltage-Gated Ion Channels Reveals the Slow Motion of Interfacial Ions », Nano Letters, vol. 19, no 11,‎ 3 octobre 2019, p. 7608–7613 (ISSN 1530-6984, DOI 10.1021/acs.nanolett.9b02024, lire en ligne)
18. ↑  M. E. P. Didier, O. B. Tarun, P. Jourdain, P. Magistretti et Sylvie Roke, « Membrane water for probing neuronal membrane potentials and ionic fluxes at the single cell level », Nature Communications, vol. 9, no 1,‎ décembre 2018 (ISSN 2041-1723, DOI 10.1038/s41467-018-07713-w , lire en ligne)

### Liens de l'EPFL
1. ↑  « Sylvie Roke », sur EPFL
2. ↑  « Materials - STI - School of Engineering », sur sti.epfl.ch (consulté le 22 mars 2021)
3. ↑  (en) Dietrich Reinhard, « New Directors' Tandem Heading the EPFL's Institute of Bioengineering », 2 janvier 2021
4. ↑  (en) Nik Papageorgiou, « Suliana Manley and Sylvie Roke elected APS Fellows », 10 janvier 2020